# 道の駅鳳来三河三石
道の駅鳳来三河三石（みちのえき ほうらいみかわさんごく）は、愛知県新城市下吉田にある国道257号の道の駅である。

## 施設

### 主要設備
- 駐車場
  - 普通車：27台
- トイレ（いずれも24時間利用可能）
  - 男：大・2器、小・4器
  - 女：5器
  - 身障者用：1器
- 公衆電話
- 情報・観光案内コーナー
- レストラン
- 売店 - 地域の特産物販売所

### 管理団体
- 新城市、山吉田観光農林漁業経営管理施設三石

## 休館日
- 毎週木曜日 祝日の場合は営業
- 12月28日 - 翌年1月1日

## アクセス

### 車
- 国道257号 - 登録路線

### 公共交通機関
- JR飯田線 本長篠駅からSバス長篠山吉田線「下新戸」バス停下車。
- 天竜浜名湖鉄道・天竜浜名湖鉄道線 金指駅からいなさみどりバス（要事前予約）渋川行、「竹平」バス停でSバス長篠山吉田線に乗り換え「下新戸」バス停下車。
- 三遠南信自動車道 浜松いなさ北インターチェンジから静岡県道47号引佐六郎沢線を経由し、国道257号を新城方面へ。
- 新東名高速道路 浜松いなさインターチェンジから国道257号を新城方面へ。
- 東名高速道路 豊川インターチェンジから国道151号を新城方面に行き、国道257号を浜松・引佐方面へ。

## 周辺
- 満光寺
- 湯谷温泉
- 鳳来ゆ〜ゆ〜ありいな
- 阿寺の七滝